# STS-51-A
STS-51-A, voluit Space Transportation System-51-A, was een spaceshuttlemissie van de NASA waarbij het ruimteveer Discovery gebruikt werd. De Discovery werd gelanceerd op 8 november 1984. Dit was de veertiende spaceshuttlemissie, de tweede vlucht voor de Discovery en de 3e landing op Kennedy Space Center (KSC).

## Bemanning
- Frederick Hauck (2), bevelhebber
- David M. Walker (1), piloot
- Anna Fisher (1), missiespecialist 1
- Dale Gardner (2), missiespecialist 2
- Joseph P. Allen (2), missiespecialist 3

tussen haakjes staat de aantal vluchten die de astronaut gevlogen zou hebben na STS-51-A

## Missieparameters
- Massa
  - Shuttle bij lancering: 119,441 kg
  - Shuttle bij landing: 94,120 kg
  - Vracht: 20,550 kg
- Perigeum: 289 km
- Apogeum: 297 km
- Glooiingshoek: 28.4°
- Omlooptijd: 90,4 min.

### Ruimtewandelingen
- Allen en Gardner  - EVA 1
- EVA 1 Start: 12 november 1984 - 13:25 UTC
- EVA 1 Einde: 12 november 1984 - 19:25 UTC
- Duur : 6 uur

- Allen en Gardner  - EVA 2
- EVA 2 Start: 14 november 1984 - 11:09 UTC
- EVA 2 Einde: 14 november 1984 - 16:51 UTC
- Duur: 5 uur en 42 minuten